# Râul Ohaba, Secaș
Râul Ohaba este un curs de apă, afluent al râului Secaș. 